# Kalathos

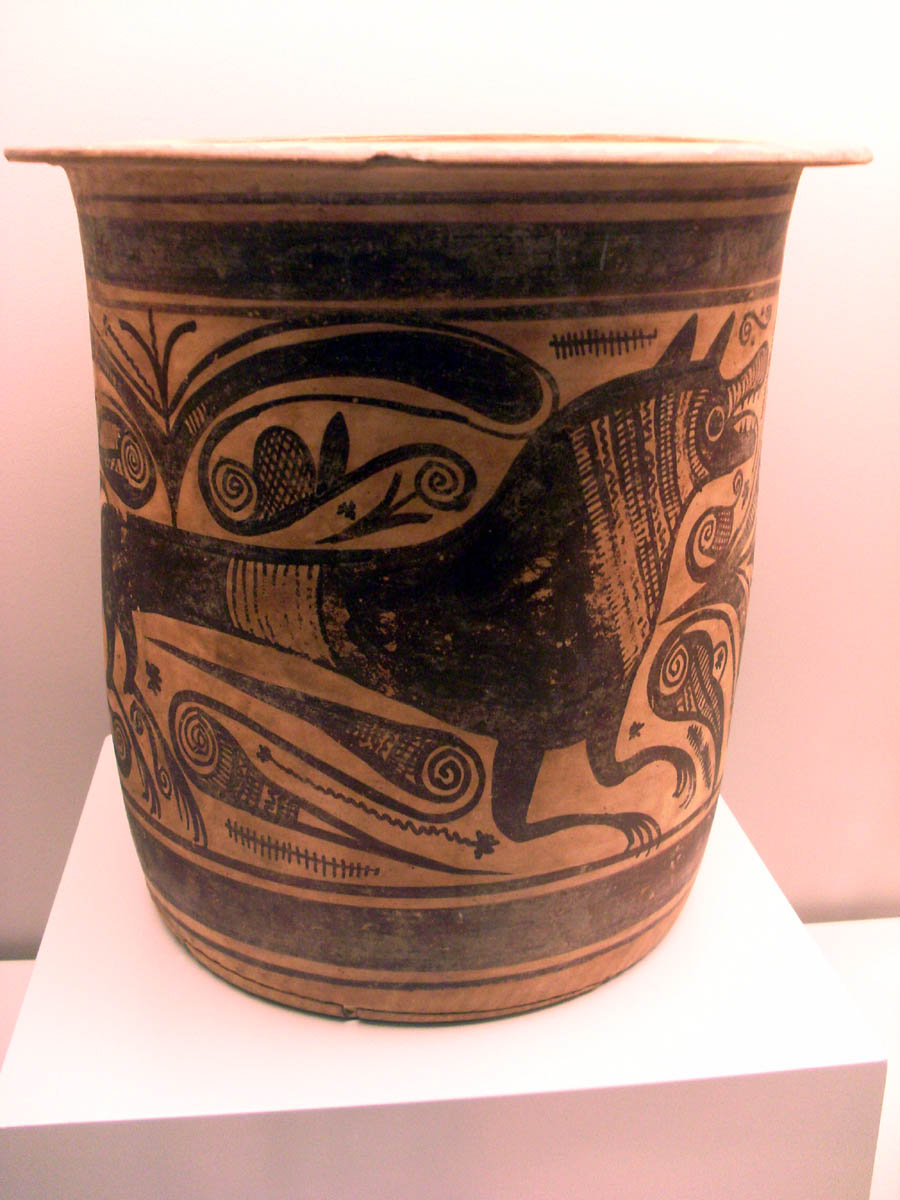
Kalathos iber (barret de copa) procedent de la necròpoli d'El Verdolay,, actualment conservat al Museu arqueològic de Múrcia

Kalathos (plural Kalathoi) és un terme que a l'antiga Grècia feia referència als cistells de vímet. En l'actualitat serveix per a designar una de les tipologies no excessivament esteses de ceràmica àtica. En canvi, fou la tipologia de ceràmica ibera més emblemàtica i una de les més emprades.

## Kalathosiber
Els exemplars més antics de Kalathos iber es remunten al segle v aC i disposen d'un coll lleugerament aprimat. A partir del segle iii aC se'n comença a produir el tipus barret de copa que ràpidament es generalitzà i es continuà fabricant durant l'ocupació romana. Es considera que aquesta tipologia ceràmica és d'estil itàlic i que des de la zona catalana es difon a altres territoris de la península, especialment a través de l'Ebre. Així ho ratifiquen els jaciments propers al riu Perejiles, els propers a Azaila o el poblat conegut com los Castellares a un quilòmetre de l'actual Herrera de los Navarros.
S'emprava per a emmagatzemar i comerciar amb diferents productes com la mel, els fruits secs o el garum, exportacions que arriben a diferents indrets de la Mediterrània. Algunes de les seves decoracions i el fet que s'ha emprat com a urna funerària ens indica que també fou emprat en cerimonials religiosos.